# Evelyn Sharma
Evelyn Sharma (Frankfurt. Alemania, 12 de julio de 1986) es una destacada actriz de Bollywood, Nacida de una madre alemana y un padre Indio  Debutó en 2006 en la película estadounidense "Turn left" y su debut en Bollywood  fue en la película "From Sydney with Love"; desde entonces ha participado en varias películas en lengua hindi.

## Filmografía
- 2006: Turn Left
- 2012: From Sydney with Love
- 2013: Nautanki Saala!
- 2013: Yeh Jawaani Hai Deewani
- 2013: Issaq
- 2014: Yaariyaan
- 2014: Main Tera Hero
- 2015: Kuch Kuch Locha Hai
- 2015: Ishqedarriyaan
- 2017: Jab Harry Met Sejal
- 2018: Jack and Dil